# México (Maine)
México es un pueblo ubicado en el condado de Oxford en el estado estadounidense de Maine. En el Censo de 2010 tenía una población de 2.681 habitantes y una densidad poblacional de 43,91 personas por km².

## Geografía
México se encuentra ubicado en las coordenadas 44°33′12″N 70°29′45″O / 44.55333, -70.49583. Según la Oficina del Censo de los Estados Unidos, México tiene una superficie total de 61.06 km², de la cual 60.46 km² corresponden a tierra firme y (0.99%) 0.6 km² es agua.

## Demografía
Según el censo de 2010, había 2.681 personas residiendo en México. La densidad de población era de 43,91 hab./km². De los 2.681 habitantes, México estaba compuesto por el 96.64% blancos, el 0.37% eran afroamericanos, el 0.37% eran amerindios, el 0.9% eran asiáticos, el 0.04% eran isleños del Pacífico, el 0.3% eran de otras razas y el 1.38% pertenecían a dos o más razas. Del total de la población el 0.9% eran hispanos o latinos de cualquier raza.